# Halimede fragifer
Halimede fragifer is een krabbensoort uit de familie van de Galenidae. De wetenschappelijke naam van de soort is voor het eerst geldig gepubliceerd in 1835 door De Haan.